# スイスイサタデー カロ・ソリーゾ
『ブリヂストン presents スイスイサタデー～カロ・ソリーゾ!』はニッポン放送で2016年1月9日から2017年9月30日まで放送されたバラエティ番組である。

## 番組概要
ニッポン放送は、土曜夕方の放送枠にて『SHELLY GO ROUND』を放送していたが、パーソナリティのSHELLYが体調不良や結婚→妊娠の産休に伴い、番組終了する事となり、実質3ヶ月の「つなぎ番組」として、当該番組をスタート。
パーソナリティには、過去ニッポン放送からフリー転向以後も同局の様々な時間帯の番組に出演し続けている、荘口を起用。番組構成は、当該番組の提供スポンサーに自動車関連サービス企業が付いてる事もあり、運転中にピッタリの楽曲をたっぷり掛け、肌で感じる生の渋滞情報などをお伝えしつつ、ゲストとのトークを繋ぐ構成であったが、2017年6月から「クルマ」と「道路」にフォーカスし、毎回1つ道路を大特集する構成に変更し。
2017年8月26日放送分にて当該番組の終了が発表され、同年9月8日に同時間枠が『辛坊治郎ズーム そこまで言うか!』と『渡邉美樹 5年後の夢を語ろう!』の放送枠が統合され、後継番組として『billboard JAPAN HOT100 COUNTDOWN』が放送開始することを発表した。9月30日放送分を持って番組終了した。

## 出演者
肩書き無しはニッポン放送のアナウンサー

### 放送終了時点

#### パーソナリティ
- 荘口彰久（フリーアナウンサー、元ニッポン放送アナウンサー） - 2016年1月9日 - 2017年9月30日

#### アシスタント
ニュースデスク担当からそのまま出演し、一部コーナー担当。また、録音の場合は生で挟み込まれるニュースのみの出演
- ひろたみゆ紀 - 2016年4月2日 - 2017年9月30日

### リポーター
録音や公開放送の場合はコーナー自体が休止のため、収録や番組にそのまま出演する場合もある
- 箱崎みどり - 2017年4月8日 - 2017年9月30日

### 過去

#### リポーター
- 東島衣里 - 2016年1月9日 - 2017年3月25日[7]

#### ニュースデスク
- 増田みのり（当時：ニッポン放送アナウンサー） - 2016年1月9日 - 3月26日

## 放送時間
- 土曜 15:30 - 17:00 - 2016年1月9日 - 2017年9月30日

### 放送時間の変更
2016年
- 9月3日：『みんなの防災2016』（11:00 - 17:00） を編成のため、番組休止。ただし、荘口もゲスト扱いで出演
- 12月24日：『第42回ラジオ・チャリティー・ミュージックソン』編成のため、番組休止

### 特別番組
- ニッポン放送 ホリデースペシャル『あの人に聞きたい!』増刊号[8]

当該番組のトークコーナーである「あの人に聞きたい!」をベースにした特別番組を編成。ただし、アシスタントはリポーターの東島では無く、『金曜ブラボー。』のアシスタントである望月が担当した
パーソナリティ：荘口、アシスタント：望月理恵（タレント）、ゲスト：小島瑠璃子（タレント）、りゅうちぇる（タレント）、篠田麻里子（タレント、元AKB48）
2016年12月23日 14:00 - 17:00

## タイムテーブル
2020年6月時点。時間は目安
| タイムテーブル | タイムテーブル                        | タイムテーブル |
| 時刻           | 内容                                  | 備考 |
| -------------- | ------------------------------------- | --- |
| 15:30.00       | オープニング                          | リスナー挨拶以後、その後日替わりテーマメッセージ呼込み |
| 15:35.30       | 中継コーナーその1                     | リポーターの箱崎がその日決められた道路に縁の場所から中継する 番組開始時から2017年6月迄はドライブに縁があるスポットからの中継だった また、当該番組が公開放送の場合はイベント先の紹介となる |
| 15:45.00       | リスナーメッセージ募集&楽曲リクエスト | |
| 15:51.30       | ニッポン放送ニュース・天気予報        | ひろたが定時ニュース原稿と気象情報を読み上げる |
| 15:54.30       | ニッポン放送交通情報（警視庁）        | |
| 16:00.00       | あの人に聞きたい!                     | リスナー挨拶後、日替わりゲストとのトークゾーン コーナー後、再びリクエストを楽曲を流す |
| 16:16.00       | 中継コーナーその2                     | |
| 16:26.00       | ジャパネットたかた ラジオショッピング | 2017年7月22日放送分から開始 ジャパネットプロパーであるショッピングMCが商品を紹介する また、番組Webサイトのブログにも紹介した商品名と型式番号等を掲載している                              |
| 16:36.00       | ニッポン放送交通情報（首都高）        | |
| 16:37.00       | 出光 presentsミュージックハイウェイ♪  | リスナーが車内で通常聴いている楽曲、聴きたい楽曲、ドライブへ誘われる楽曲に 絞った楽曲リクエストを紹介するコーナー                                                                         |
| 16:45.00       | ドライブあるある                      | ドライバーが運転中に行ってしまう「ドライバーあるある」を募るコーナー |
| 16:51.00       | ニッポン放送交通情報（首都高）        | |
| 16:53.00       | エンディング                          | スポンサープレゼント当選者発表とEDトーク |

### 終了コーナー
- カンロ飴プレゼンツ ひと粒のメッセージ大賞

2016年5月28日放送分のみ構成されたコーナー。カンロ飴のパッケージに書いてあるような「一言メッセージ」を募るコーナー
- 毎日飲むヤクルトプレゼンツ 毎日チャレンジ!スイスイ・リフレッシュタイム

2016年6月1日から開始したコーナー。リスナーから毎日のルーティーンになっているリフレッシュ方法を募る録音コーナー。7月9日放送分にて終了
- 薗田杏奈のアースコンシェルジュ

2016年7月23日から開始したコーナー。 毎週、薗田とエコにまつわる情報を伝える。同年12月31日放送分にて終了
- Yahoo!知恵袋 アノコレ袋Presents あの人に聞きたい!

2016年9月24日から開始したコーナー。リスナーがトークゲストに対して質問をアノコレ袋への投稿を募り、トークゲストの回答を知恵袋のアンサーとして掲載する。2017年3月25日放送分にて終了
- 科学するヤクルトプレゼンツ これホント? びっくり科学ニュース

2016年11月12日から開始したコーナー。日常生活で感じる身近な科学の不思議や、大学や研究機関が発表した科学にまつわるニュース等を伝える。また、リスナーからのテーマメールとして「私が体験した不思議な科学」と言うお題で募る。当該番組でのコーナー終了後、2018年1月から『今夜もオトパラ!』にて復活した